# Hermann Stäubli

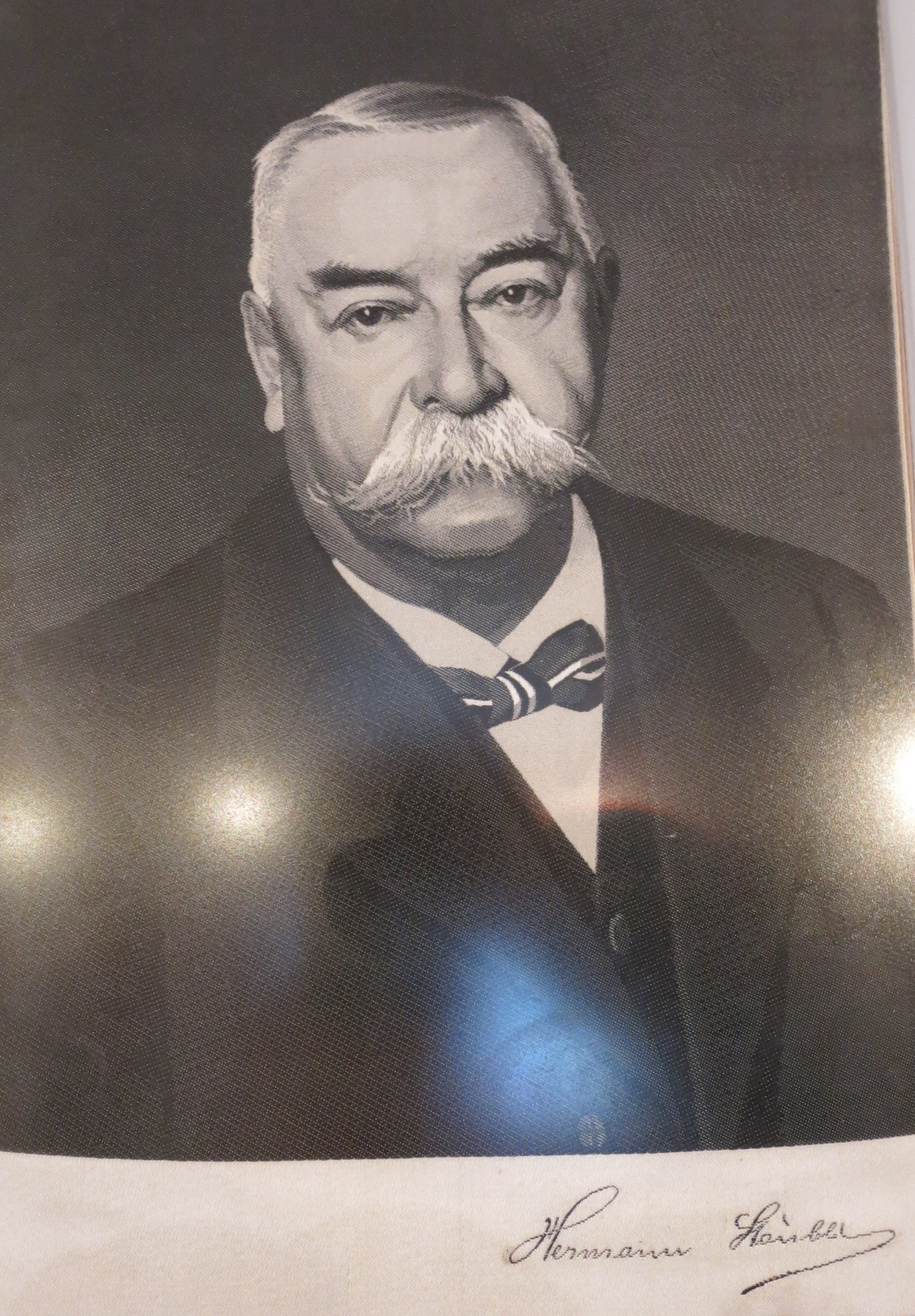
Hermann Stäubli (Ortsmuseum Sust Horgen)

Hermann Stäubli (* 8. März 1867 in Horgen; † Oktober 1940 ebenda) war ein Schweizer Unternehmer. 

## Leben und Werk
Hermann Stäubli wuchs als Sohn eines Kardenmachers und einer Seidenweberin in Horgen auf. Er besuchte die Primarschule in Käpfnach und die Sekundarschule in Horgen. Nach der Schulzeit lernte er Kardenmacher in der Maschinenfabrik Schelling & Co., Stotzweid in Horgen, wo sein Vater Meister war. Mit 18 Jahren schickte ihn sein Arbeitgeber zur Weiterbildung nach Italien und Deutschland. 
Nach seiner Rückkehr begann er bei Schelling & Co. eine Mechanikerlehre. Nach dem erfolgreichen Lehrabschluss begab er sich auf Wanderschaft in die Westschweiz, wo er bei Uhrenmachern die Präzisionsarbeit kennen lernte. Mit 22 Jahren wurde er Meister bei seiner Lehrfirma, die unter anderem die englische Hattersley-Schaftmaschine herstellte. Er verbesserte den Mechanismus dieser Maschine grundlegend und liess sich seine Erfindung 1892 patentieren. 

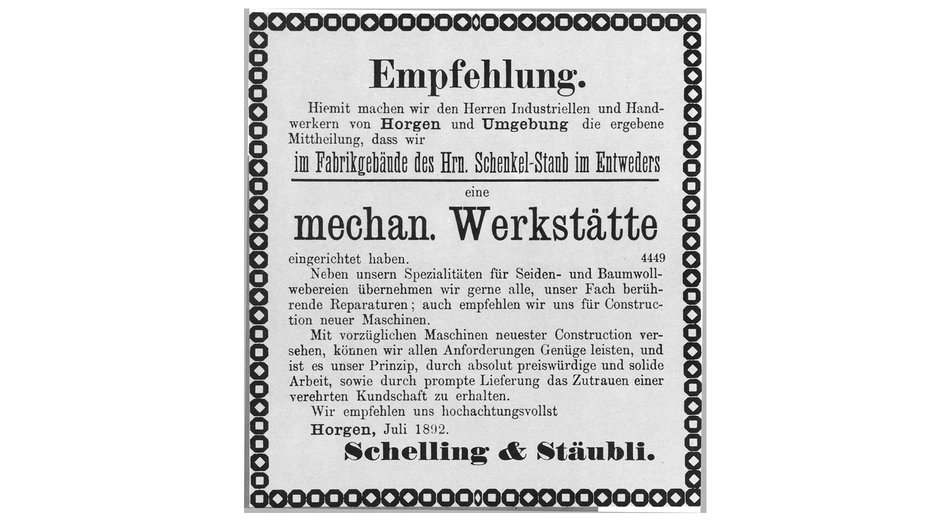
Schelling & Stäubli 1892

1892 gründete er mit Rudolf Schelling die Firma Schelling & Stäubli (heute Stäubli International) und stellte in gemieteten Räumen mit zwei Arbeitern und einem Lehrling ab 1893 seine neuen Schaftmaschinen (Rattieren) als Eigenkonstruktion her. Der erste Auftrag erhielt die neue Firma von der damaligen Horgner Seidenweberei Schenkel & Staub.
Die Schaftmaschinen verkauften sich gut, und er konnte nach 1895 (1899 und 1937 erweitert) am heutigen Standort (Stäubli Areal West) Rotweg/Seestrasse eine neue Fabrik bauen und ab 1896 32 Arbeiter beschäftigen. 1900 wurde die Eigenkonstruktion zur ersten Papierkarten-Schaftmaschine weiterentwickelt, ausgerüstet mit dem heute noch verbreiteten Einlesesystem.
Um 1900 eröffnete er neben dem Stammhaus in Horgen Filialbetriebe in Sandau, Österreich, und Faverges, Frankreich, und beschäftigte zeitweise bis 400 Arbeiter. Nach dem Tod von Rudolph Schelling trat sein Bruder Robert Stäubli als Teilhaber ein, und das Unternehmen wurde 1909 zu Gebrüder Stäubli umfirmiert. Auf der Hangkante über den Fabrikanlagen und dem Pächterhaus wurde 1907 die Villa Bellavista gebaut. 1915 wurde die erste Gegenzug-Schaftmaschine für Musterkarten aus Holz hergestellt. 
Mit dem Ersten Weltkrieg brach der Absatz ein, und Stäubli musste 1916 die Fabrik in Österreich verkaufen. Da er aus religiöser Überzeugung keine Munition herstellen, aber auch seine Arbeiter nicht entlassen wollte, begann er mit dem Bau von kleineren Werkzeugmaschinen. 
Nach Bruder Roberts Tod 1925 nahm er seine Söhne Hermann (1895–1943) und Robert, die das Unternehmen in Faverges leiteten, und Sohn Hugo (1899–1969), technischer Leiter des Stammhauses Horgen, in die Firma auf. Etwa zehn Jahre später trat der jüngste Sohn Othmar (1907–1985) in die Firma ein. 
1937 brannte die Fabrik in Frankreich. Im gleichen Jahr wurde die erste Zweizylinder-Papierkarten-Schaftmaschine für die Herstellung abgepasster Gewebe sowie die erste Nameneinwebmaschine gebaut. 
Eine grosse Zahl in- und ausländischer Patente zeugen von Hermann Stäublis erfinderischer Tätigkeit.